# Dacznaja (przystanek kolejowy)
Dacznaja (biał. Дачная; ros. Дачная) – przystanek kolejowy w lasach, 3 km od miejscowości Tatarka, w rejonie osipowickim, w obwodzie mohylewskim, na Białorusi. Położony jest na linii Homel - Żłobin - Mińsk.